# Shauna Bloom
Shauna Bloom (5 de junio de 1965, Daly City, California) es una actriz estadounidense, conocida por aparecer en The Mentalist como cómplice de Red John, Rebecca.
Bloom también ha aparecido en The Tonight Show con Jay Leno, Nip/Tuck y The George Carlin Show. Las películas incluyen Visas and Virtues y San Francisco 2177.
Shauna ha aparecido en escenarios a través del país. Trabajos regionales incluyen The American Stage Festival, Merrimack Repertory, y Shakespeare by the Sea.